# Station Vodskov
Station Vodskov was een station in Vodskov, Denemarken en lag aan de lijnen Fjerritslev - Frederikshavn en Vodskov - Østervrå.